# Scindapsus grandifolius
Scindapsus grandifolius  Engl. – gatunek wieloletnich, wiecznie zielonych pnączy z rodziny obrazkowatych, pochodzących z Azji Południowo-Wschodniej.